# إيمانويل إمينيكي
أيمانويل أمينيكي(بالإنجليزية: Emmanuel Emenike) هو لاعب كرة قدم نيجيري ، يلعب في مركز المهاجم ويلعب حاليًا لصالح نادي سبارتاك موسكو الروسي .

## نيجيريا
بدا أمينيكي مسيرتة الكروية في نادي قوة دلتا النجيري ولكن ما أن بدات هنالك مشاكل في ناديه النيجيري بعدها أنتقل إلى نادي في جنوب أفريقيا .

## جنوب أفريقيا
أنتقل أمينيكي إلى دوري الدرجة الأولى في جنوب أفريقيا وإلى نادي بلاك أيسز الجنوب أفريقي، وظهر أول مره مع الفريق ضد فريق ديناموز عام 2008 ،
وسجل أول هدف له في فبراير 2008 ولكن خسر فريقه بنتيجة 2-4، وفي مايو 2008 التحق الاعب لصفوف نادي كيب تاون .

## تركيا
كارابوكسبور التركي
في عام 2009 وقع أمينيكي عقد مع نادي كارابوكسبور التركي ولعب له لمدة سنه.
فنربخشه التركي
وبعدها في مايو 2011 أنتقل أمينيكي إلى فنربخشه التركي
لم يعلن عن قيمة العقد، وفي 7 يوليو أعتقل أمينيكي من قبل الشرطة التركية
بتهمة التلاعب بالنتائج، بعدها أستجوب الاعب أطلق سراحه من قبل المحكمة التركية،
بعد المشاكل في تركيا أنتقل أمينيكي إلى سبارتاك موسكو الروسي.

## روسيا
سبارتاك موسكو
في 28 يوليو تم بيع أمينيكي بـ 10000000 € إلى النادي الروسي بعد مشاكل التلاعب في النتائج في تركيا، ظهر أمينيكي أول مره مع الفريق الروسي في المباراة الافتتاحية للموسم ودخل كبديل، في موسم 2011/12 أصبح هدافًا بتسجيله 13 هدف جميعها في الدوري وهو ثاني هداف بعد الاعب أرتيوم بفارق هدف وأحد .
في الموسم التالي سجل أمينيكي ثاني أسرع هدف أسرع هدف في تاريخ الدوري الروسي مع الثانية 10 من زمن المباراة.

## المسيرة الدولية

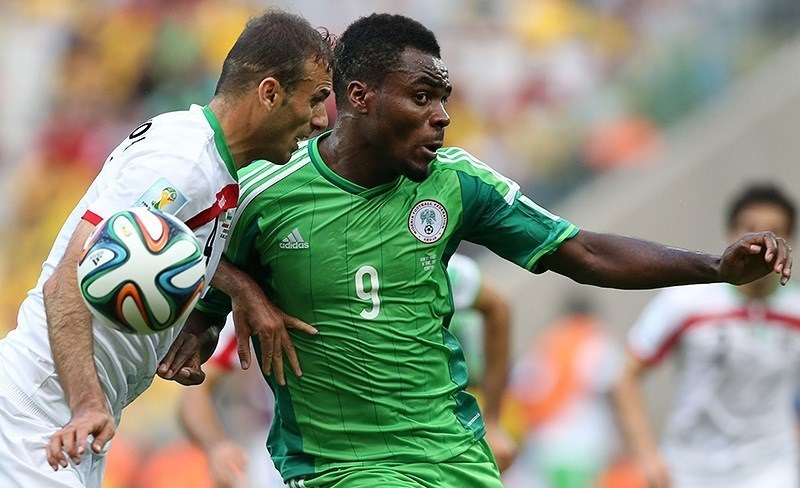
أمينيكي مع المنتخب النيجيري ضد إيران

أستدعي أمينيكي للمنتخب النيجيري لكرة القدم لمباراة ودية أمام سيراليون، ولكن أصيب وكان لابد من أستبداله في الشوط الثاني.

## روابط خارجية
- إيمانويل إمينيكي على موقع الاتحاد الدولي (مؤرشف)  (الإنجليزية)
- إيمانويل إمينيكي على موقع الاتحاد الأوربي (الإنجليزية)
- إيمانويل إمينيكي على موقع اتحاد تركيا (لاعب) (الإنجليزية)
- إيمانويل إمينيكي على موقع إي إس بي إن إف سي (الإنجليزية)
- إيمانويل إمينيكي على موقع قاعدة بيانات كرة القدم.إي يو (الإنجليزية)
- إيمانويل إمينيكي على موقع ناشيونال فوتبول تيمز (الإنجليزية)
- إيمانويل إمينيكي على موقع Soccerbase.com (لاعب) (الإنجليزية)
- إيمانويل إمينيكي على موقع Soccerway.com (الإنجليزية)
- إيمانويل إمينيكي على موقع عالم كرة القدم.نت (الإنجليزية)
- إيمانويل إمينيكي على موقع AS.com (الإسبانية)